# 秘密の校庭
秘密の校庭（ひみつのこうてい、비밀의 교정）は、2006年に大韓民国のEBSが放送したテレビドラマである。全24話。花より男子 BoysOverFlowersで、ブレイクしたイ・ミンホのデビュー作として知られる。

## 登場人物
- ムン・スンジェ：スンヒョン
- ソ・ジンウ：ソル・ソンミン

死んだスンジェのライバル。母の小店を手伝う。スンジェの彼女スアを好きだが、告白できずにいる。
- オ・スア：イ・ドヒョン：
- パク・ドゥヒョン：イ・ミンホ
- パク・ウンホ：ペ・ユミ
- チャ・アラン：パク・ボヨン

成績は悪い。帰り道に不良に襲われたところを、ドゥヒョンに助けてもらう。そのあとは、ドゥヒョンを好きになるが、全然相手にされない。
- ユン・セイン：チョウン

冗談で担任の先生に言い始めた気持ちが、徐々に本当に好きになってしまう。しかし、勇気を出して保健室で告白するが、失敗する。その後は、スンジェが事故に遭う前に悩みを抱えていたことを思い出し、死の真相を探り始める。
- イ・ギヨン：アン・ヨンジュン

死んだと聞いていた父親が実は生きていたことを知り、父親が母親と自分を捨てたことを許すことができなかった。しかし、最後は、祖父宅にいくことを、空にいるスンジェに語っている。
- チェ・イェスル：カン・ヘイン

アランや、スアにライバル心を抱く。実は、ジンウのことが好き。
- チャン・ギボム：チャン・ギボム

クラスのことを思っている。実は、アランのことを好き。
- パク・ミスク：アン・ソニョン

担任。クラスのことを思っている。ドゥヒョンが、登校拒否になったときには、死んだスンジェ以外の生徒を失いたくないと諭した。
- チャン・ドンチョル：シン・ヒョンホ

水商売をしている。元は同じ学校で、サッカー部員だったが、やめてからは居場所を失った。その後不良になってスンジェをいじめたが、登校拒否のドゥヒョンを家に泊めるなど、根は優しい。
- 毒蛇：クォン・ビョンギル

学年主任。生徒に厳しい。実は、試験の問題を一部の生徒の親（この中にスンジェもいた）に売っていた。

## 主題歌
- ミョン・イニ「Sweet dream story」